# جان فين
جان فين (بالإنجليزية: Jean Fenn)‏ هي مغنية ومغنية أوبرا أمريكية، ولدت في 10 مايو 1930 في ريفرسايد في الولايات المتحدة.

## وصلات خارجية
- جان فين على موقع IMDb (الإنجليزية)
- جان فين على موقع ميوزك برينز (الإنجليزية)